# Sean Waltman
Sean Michael Waltman (Mineápolis; 13 de julio de 1972) es un luchador profesional estadounidense. Actualmente trabaja como embajador para la empresa WWE.
Es conocido por sus apariciones en la World Wrestling Federation (WWF) bajo el nombre de 1-2-3 Kid y X-Pac, en la World Championship Wrestling (WCW) como Syxx y en la Total Nonstop Action Wrestling (TNA) como Syxx-Pac y bajo su nombre real, Sean Waltman. Desde que dejó la TNA en enero de 2006, ha peleado en circuitos independientes bajo su nombre real y el nombre de 6-Pac. También estuvo en la empresa de corta vida de la MTV Wrestling Society X. Waltman además formó parte de un grupo de luchadores conocido como The Kliq. Tuvo una relación con Chyna, con quien hizo un video porno, saliendo al mercado en 2004 y llamado 1 Night in China y único luchador en la historia en ser exaltado en el Salón de la Fama WWE, tres veces, con DX, con NWO y en solitario.

## Carrera

### Inicios
Después de entrenar bajo la tutela de Eddie Sharkey, Joe Malenko y Boris Malenko, Masami Soronaka y Karl Gotch, Waltman empezó su carrera bajo el nombre de The Lightning Kid, trabajando en varias empresas independientes como la Pro Wrestling America (PWA) y la Global Wrestling Federation (GWF), ganando el Campeonato Peso Ligero de la PWA, el Campeonato Televisivo Iron Horse de la PWA y el Campeonato Peso ligero de la GWF. También trabajó junto a Jerry Lynn en América del Norte y Japón, ganando el Campeonato en Parejas de la PWA en la primavera de 1993.

### World Wrestling Federation (1993–1996)
Cuando llegó a la the World Wrestling Federation hizo el papel de jobber y tuvo varios nombres, como the Kamikaze Kid, Cannonball Kid y The Kid. Después de varios meses peleando, ganó a Razor Ramon el 17 de mayo de 1993 en WWF Monday Night Raw. Desde entonces, se llamó a sí mismo 1-2-3 Kid. Por esta victoria Kid se introdujo un feudo entre Ramon y Ted DiBiase con Ted burlándose de Ramon por no perder ante nadie salvo ante the Kid.
Durante los próximos dos años, el personaje de Waltman jugó un papel de personaje con una actitud rebelde y barrio-bajera hasta el Raw antes de Survivor Series 1995 donde fue el árbitro de la pelea entre Razor Ramon y Sycho Sid y él cambió a heel. Mientras Razor le estaba haciendo una llave a Sid, The Kid les hizo caer, hizo una cuenta de tres rápida y le dio la victoria a Sid. Con esto se unió al equipo de Ted DiBiase, la Million Dollar Corporation. 1-2-3 Kid estuvo con el equipo hasta que se fue de la empresa. Además ganó dos veces el Campeonato Mundial por Parejas de la WWF, una vez con Marty Jannetty y otra con Bob Holly, y una vez se enfrentó a Bret Hart por el Campeonato de la WWF en julio de 1994, después pasaría a ser Heel participó en Royal Rumble 1996 pero fue eliminado tuvo un feudo con Razor Ramon lo que los llevó a pelear en In Your House en un Crybaby Match pelea cual perdió y Ramon le puso un pañal.

### World Championship Wrestling (1996–1998)

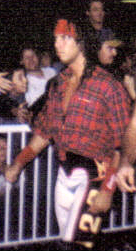
Waltman como 1-2-3 Kid en la WWF en 1995.

Continuó usando el nombre de 1-2-3 Kid hasta que firmó con la World Championship Wrestling en 1996. Cuando se unió a la WCW, inmediatamente formó parte del nWo. Waltman apareció en un episodio de WCW Monday Nitro sentado fuera del ring, el 16 de septiembre de 1996. Durante, el espectáculo, se anunció a sí mismo como el nuevo miembro del reformado grupo. Haciendo un juego de palabras con su antiguo nombre, se le dio el nombre de Syxx, además de por ser el sexto miembro del grupo. Waltman inmediatamente empezó a provocar a los demás luchadores pesos cruceros, llegando a robar el Campeonato Peso Pesado de los Estados Unidos de la WCW a Eddy Guerrero, jugándoselo en un ladder match en Souled Out 1997, pelea que Syxx perdió.
En febrero de 1997 en SuperBrawl VII, Syxx tuvo otra oportunidad por el campeonato, derrotando a Dean Malenko y volviéndose Campeón Peso Crucero de la WCW. En junio de 1997, perdió el título ante Chris Jericho en un evento no televisado en Los Ángeles, California minutos después de una exitosa defensa ante Rey Mysterio. Syxx empezó después un feudo con Ric Flair, perdiendo ante él en Road Wild. Después, Syxx creó una parodia del equipo de the Four Horsemen, donde él parodió a Ric Flair. La parodia desencadenó un desafío que culminó en un WarGames match en Fall Brawl, con Syxx haciendo equipo con Kevin Nash, Buff Bagwell y Konnan frente a the Four Horseman, Ric Flair, Steve McMichael, Chris Benoit y Curt Hennig. El nWo ganó la pelea después de que Hennig traicionara a los Horseman y se uniera al nWo.
Syxx sustituyó a Kevin Nash como parte de the Outsiders por un breve período, haciendo equipo con Scott Hall, defendiendo los Campeonatos por Parejas de la WCW, pero los perdieron ante los Steiner Brothers el 13 de octubre.
Durante octubre, Waltman se lesionó el cuello, por lo que tuvo que retirarse durante unos meses para recuperarse. Mientras se recuperaba, el presidente de la WCW, Eric Bischoff le despidió. Cuando Kevin Nash preguntó a Bischoff y Hogan sobre el despido de Syxxx en WCW Thunder, Hogan dijo que había sido despedido por "no saber cortar la mostaza"."

### World Wrestling Federation/ Entertainment (1998-2002)

#### 1998–2000

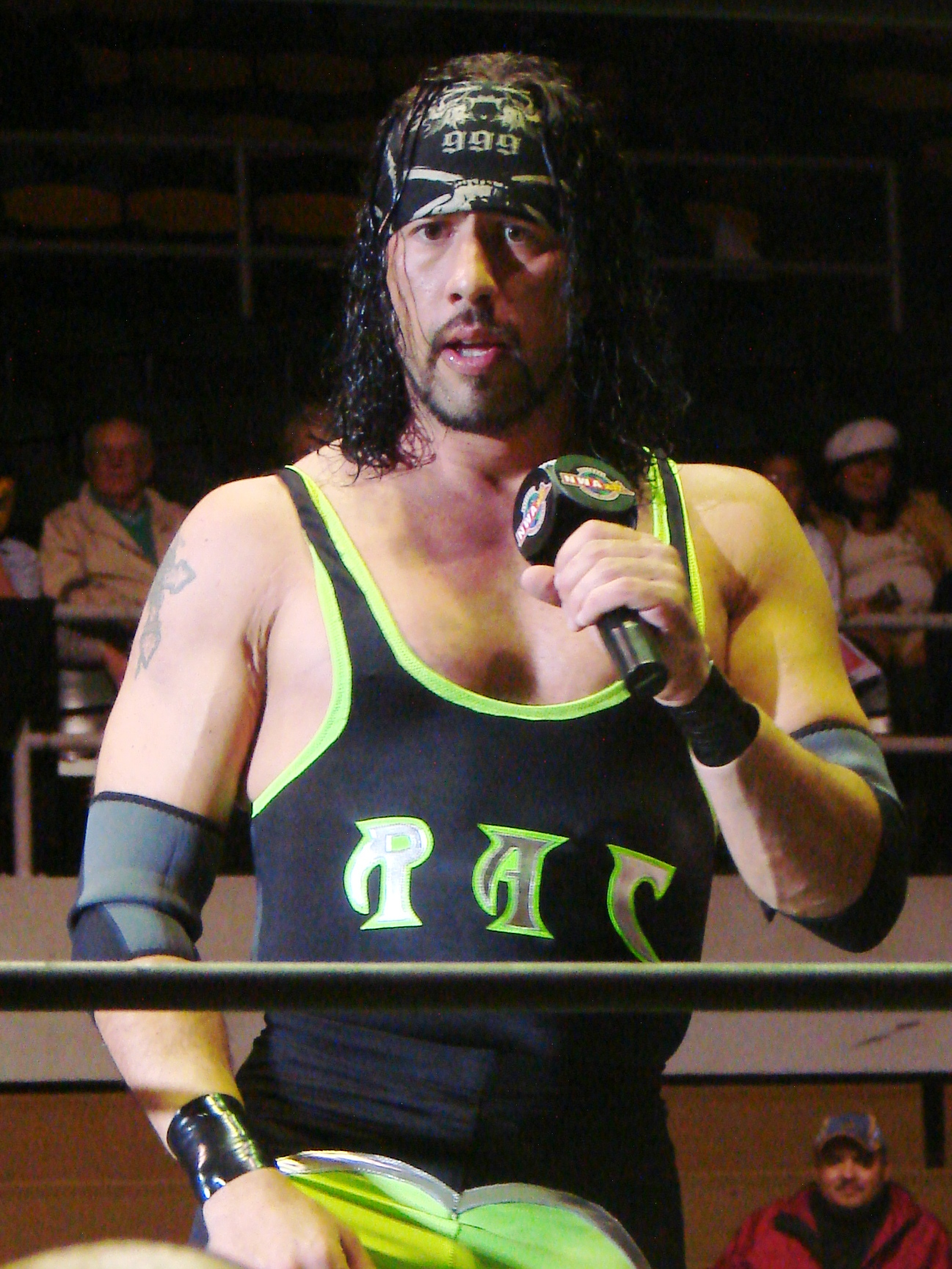
Waltman en la WWF como X-Pac.

Waltman volvió a la WWF el 30 de marzo de 1998, la noche después de WrestleMania XIV y días después de haber sido despedido de la WCW. Con Shawn Michaels fuera de escena por una lesión, Triple H era el líder de D-Generation X. En una promo estaba formando una DX army y dijo: "when you start an army, you look to your blood...you look to your buddies...you look to your friends...you look to The Kliq (Cuando empiezas en el ejército, miras a tu sangre...miras a tus compañeros... miras a tus amigos...miras a The Kliq)."
Waltman al llegar fue apodado de nuevo como "The Kid", pero los comentaristas le llamaron "X-Pac". Como miembro de DX, Waltman tuvo feudos con muchos otros luchadores como Owen Hart, a quien derrotó en King of the Ring 98 y peleó en ese mismo evento, perdiendo frente a HHH por cuenta de fuera, Jeff Jarrett, venciéndole en SummerSlam en una pelea Cabellera contra Cabellera y en Breakdown venció junto a Billy Gunn y Road Dogg a Jarrett y The Godwinns y ganó el Campeonato Europeo de la WWF de D'Lo Brown en Judgment Day. En Survivor Series entró en un torneo por ser el nuevo campeón de la WWF, pero perdió en la primera ronda junto con William Regal, que también perdió por doble cuenta de fuera. Waltman retuvo el título hasta febrero de 1999, cuando lo perdió ante Shane McMahon, intentando recuperarlo en WrestleMania XV, pero no lo consiguió cuando Triple H le traicionó y le costó el título.
Waltman entonces empezó a confabular junto a Road Dogg para derrotar a Triple H, Chyna y Billy Gunn para ser los jefes del equipo. Waltman y Road Dogg querían que DX volviera a ser un equipo de rebeldes, mientras que Triple H, Chyna y Billy Gunn querían ganar dinero. Unas semanas después de WrestleMania Waltman formó equipo con Kane; un mudo y amenazador solitario. Waltman y Kane ganaron el Campeonato por Parejas de la WWF dos veces y el premio por la PWI de PWI Tag Team of the Year|Equipo del año]]. Después de que DX se reuniera una vez en 1999, Waltman hizo creer a Kane que había sido introducido en DX, pero en vez de eso, le engañó y le quitó a su novia, Tori, empezando un feudo que acabó en WrestleMania 2000, siendo derrotado por Kane. En verano del 2000, Waltman tuvo un feudo con Road Dogg y Chris Jericho, teniendo que estar fuera de la acción durante tres meses cuando Jericho le hizo mal una powerbomb y le lesionó.

#### 2001–2002
Hasta que volvió a la acción, Waltman se encontró sin ningún ángulo donde estar. Fundó un equipo que duró dos años llamado X-Factor junto a Justin Credible y Albert. Durante estos dos años, ganó el Campeonato Peso Ligero de la WWF y el Campeonato Peso Crucero de la WCW, tras vencer a Billy Kidman y siendo el único que los poseyó al mismo tiempo. Cuando X-Factor se disolvió cuando Credible se unió a WCW/ECW Alliance, se enfeudó con Kidman y Tajiri, hasta que se lesionó de nuevo, después de perder el Campeonato Peso Crucero ante Kidman. El Campeonato Peso Ligero fue abandonado.
Cuando Hall, Nash y Hogan volvieron a la WWF en 2002 y la gente quería ver al Hogan face, Waltman le atacó a su regreso de la lesión para sacarle del nuevo nWo, diciendo que había esperado cuatro años para eso. La historia fue desechada cuando los miembros del nWo se fueron a RAW y Hogan a SmackDown! en el primer WWE Draft Lottery.
Durante el feudo entre el nWo y el equipo que habrían formado Booker T y Goldust, Waltman tuvo un corto feudo con Booker, perdiendo ante él para ayudarle a subir al main event.[cita requerida] Waltman fue despreciado por rehusar perder ante Booker T, pero en una entrevista en 2008 dijo que le habían lesionado cuando fallaron en hacerle un spine buster, teniendo que quitarle de la historia. Esto, combinado con un incidente en un aeropuerto en el cual se desmayó, causaron su despido el 25 de agosto de 2002.[cita requerida]

### Total Nonstop Action Wrestling (2002–2003)
Waltman se unió a la Total Nonstop Action Wrestling el 18 de septiembre de 2002, peleando bajo el nombre de Syxx-Pac. Hizo equipo con Scott Hall y B.G. James, teniendo un feudo con Jeff Jarrett y Brian Lawler. El 9 de octubre de 2002, hizo su debut en la división X, derrotando a otros seis luchadores, ganando el vacante Campeonato de la División X de la TNA en un ladder match. Retuvo el título durante dos semanas hasta que lo perdió ante A.J. Styles el 23 de octubre de 2002 en una pelea sin descalificación. Estuvo en la empresa hasta noviembre de 2002, cuando entró Vince Russo, un creativo al que no le caía bien, por lo que se fue.

### Xtreme Pro Wrestling (2003)
Waltman debutó en la Xtreme Pro Wrestling bajo el nombre de X el 28 de febrero de 2003, ganando el Campeonato Televisivo de la XPW tras derrotar a Kaos. Retuvo el título ante gente como Juventud Guerrera y lo retuvo hasta que la promoción cerró.

### Total Nostop Action Wrestling (2003, 2005–2006)
Waltman volvió a la TNA por una noche el 18 de junio de 2003, en el aniversario del primer PPV, siendo el compañero misterioso de A.J. Styles frente a Jeff Jarrett y Sting. El mánager de Styles, Vince Russo, describió a su compañero misterioso como un "saco de basura", un "degenerado" y la "escoria de la Tierra" antes de unirse y ser como él, perdiendo Styles y Waltman la pelea.
Russo dejó la TNA en noviembre de 2004 y Waltman volvió a la promoción el 13 de febrero de 2005 en el PPV Against All Odds, atacando a Jeff Jarrett durante su pelea contra Kevin Nash por el Campeonato Mundial Peso Pesado de la NWA. Nash, Waltman y Diamond Dallas Page formaron una alianza contra Planet Jarrett (Jarrett, The Outlaw y Monty Brown), la cual se disolvió cuando Nash y Page dejaron la TNA para centrarse en sus carreras como actores.
En Hard Justice, Waltman sustituyó a Jeff Hardy e hizo frente a Raven en un Clockwork Orange House of Fun match. Waltman perdió la pelea después de que Raven le tirara contra una jaula de metal. El 19 de junio en Slammiversary, Waltman tomó parte en el King of the Mountain match por el Campeonato Mundial Peso Pesado de la NWA. Durante la pelea, hizo una alianza con A.J. Styles, el campeón, pero cambió a heel cuando le aplicó su X-Factor desde lo alto de la escalera. Esto creó un feudo entre ellos dos en No Surrender, la cual ganó Styles después de que el árbitro, Jerry Lynn, avisara a Waltman sobre engañarle. Como reusltado, Waltman retó a su excompañero a una pelea en Sacrifice. Después de que Lynn ganara la pelea con un "victory roll", le atacó, lesionándole de nuevo el hombro.
Después de Sacrifice, Waltman hizo un equipo con Alex Shelley y juntos ganaron la Chris Candido Cup, recibiendo una oportunidad por el Campeonato Mundial por Parejas de la NWA en Unbreakable. En Unbreakable, se anunció que Waltman no había aparecido en el evento, pues había contactado con un familiar suyo en Florida. Hizo su última aparición en la promoción el 19 de septiembre de 2005 en Final Resolution, derrotando a Raven con la ayuda de Larry Zbyszko.

### Wrestling Society X (2007)
En febrero de 2006, Waltman se unió a la nueva empresa de la MTV Wrestling Society X (WSX). En el primer evento de la promoción, el 9 de febrero de 2006, Waltman, peleando como X-Pack, se enfrentó a otros nueve luchadores en una hardcore battle royal ladder match, la cual ganaron Waltman y Vampiro tras escalar y descolgar los contratos con la WSX. Perdió la pelea por ser el primer Campeón de la WSX ante Vampiro la siguiente semana. Waltman retó a Vampiro en el episodio cuatro, debutando Ricky Banderas, quien atacó a Vampiro por detrás. Waltman derrotó a Human Tornado y Scorpio Sky en una pelea individual y empezó un feudo con Lizzy Valentine, pero no pudo ir a más por el cierre de la empresa.

### Circuito independiente (2007-2019)

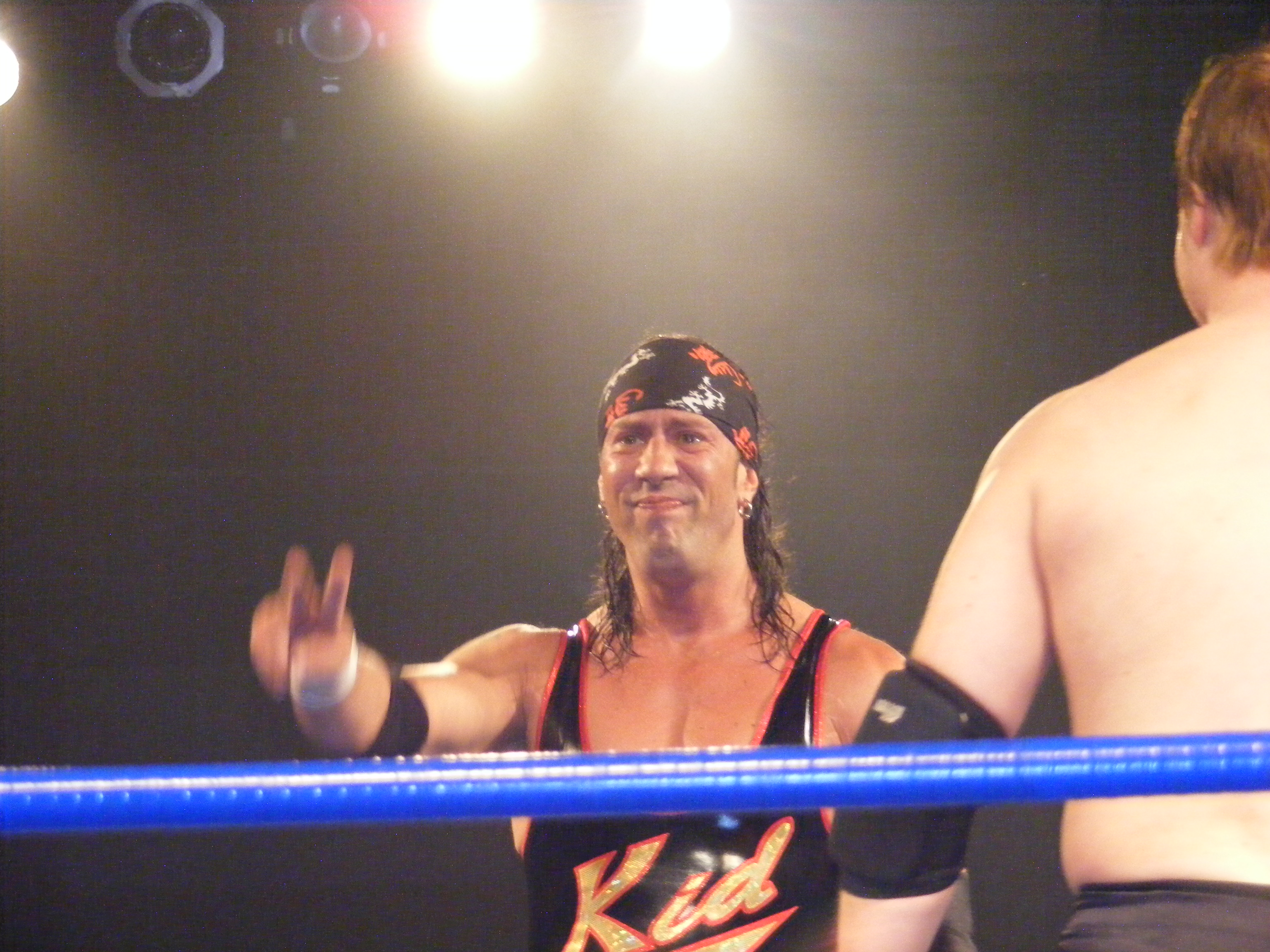
Waltman como 1-2-3 Kid en Chikara en abril de 2011.

En junio de 2007, Waltman empezó a pelear en la Asistencia Asesoría y Administración (AAA) bajo el nombre de 6-Pac o X-Pack como un miembro de la Legión Extranjera de Konnan, siendo dirigido por su novia Alicia Webb. Waltman usualmente usó el tema de entrada de D-Generation X cuando entraba en el ring. Durante un corto período fue a rehabilitación, pero al volver apareció dentro del CMLL, programado en su evento de aniversario. Sin embargo, no se presentó a dicho evento, y a mediados del 2008 volvió a la empresa AAA en Verano de Escándalo, contra la Legión Extranjera y anunciando la creación de su grupo, D-Generation Mex, una encarnación de la D-Generation X, junto a Rocky "Azúcar" Romero y Alex Koslov.
El 8 de julio de 2007, Waltman hizo equipo con Billy Kidman como parte de una Triple Threat Match en McAllen, Texas para coronar a los nuevos Campeones Mundiales por Parejas de la NWA, que habían quedado vacantes después de que Team 3D fueran despojados de ellos cuando la NWA recuperó los derechos de los títulos, que los tenía la TNA, perdiendo la pelea ante Karl Anderson y Joey Ryan.
Waltman reapareció el 14 de marzo de 2008 en NWA Wrestling Showcase, enfrentándose a Adam Pearce por el Campeonato Mundial Peso Pesado de la NWA. La pelea acabó rápido cuando Waltman se lesionó legítimamente a los cinco minutos de pelea, la cual iba a ser de 30 y 60 minutos de duración.[cita requerida] Waltman ganó por descalificación cuando The Real American Heroes le atacaron, junto con Pearce. El 1 de junio de 2008 Waltman y The Sandman pelearon equipo por los Campeonatos en Parejas contra The Illuminati pero perdieron. Luego de volver a AAA en septiembre de 2008, D-Generation Mex empezó un feudo con El Zorro, Dark Ozz y Dark Scoria, a quienes ganaron en TripleManía XVII.
El 8 de agosto de 2009, peleó en GLCW Slamfest y consiguió el Campeonato Peso Pesado de la GLCW al derrotar a Skull Crusher. Sin embargo, le fue quitado por Al Snow. El 5 de marzo de 2011, Waltman se unió a Road Dogg & Billy Gunn en el Pro Wrestling Syndicate.
El 15 de marzo se anunció que participaría en el torneo de Chikara King of Trio bajo el nombre de 1-2-3 Kid, como parte del Team Minnesota junto a Arik Cannon & Darin Corbin. El 15 de abril participó en la primera ronda, pero fueron eliminados por el Team Michinoku Pro (Dick Togo, Great Sasuke & Jinsei Shinzaki). El siguiente día, entró en el torneo Rey de Voladores, derrotando a Amazing Red, Frightmare y Obariyon en la semifinal. El 17 de abril, fue derrotado en la final por El Generico. El 8 de agosto de 2012, CHIKARA anunció que volvería a luchar en el torneo 2012 King of Trios, esta vez junto a Aldo Montoya y Tatanka como "Team WWF". El 14 de septiembre fueron derrotados en la primera ronda por The Extreme Trio (Jerry Lynn, Tommy Dreamer & Too Cold Scorpio). Al día siguiente, fue derrotado por "Mr. Touchdown" Mark Angelosetti. Al tercer y último día del evento, 1-2-3 Kid & Marty Jannetty ganaron un gauntalet match.
El 8 y 9 de octubre, participó en dos eventos de la empresa Bad Boys of Wrestling Federation, luchando en un torneo para coronar al primer Campeón Caribeño de la BBFW. El primer día derrotó a Krimson en las semifinales y el segundo, a Daivari, ganando el título.
El 18 de noviembre, derrotó junto a Jannetty a The Heart Throbs (Antonio Thomas & Romeo Roselli), consiguiendo tres victorias que les permitían retar a los Campeones en Parejas.
El 26 de febrero de 2011, Waltman fue incluido en el Salón de la Fama de Legends Pro Wrestling en Wheeling, Virginia Occidental, por Jack Blaze en su evento "LPW X-Factor 2011". El 5 de marzo de 2011, Waltman se reunió con los exmiembros de D-Generation X, Road Dogg y Billy Gunn, para una pelea de seis hombres en un show de Pro Wrestling Syndicate en Long Island, Nueva York. Una semana después, X-Pac derrotó al campeón de Peso Ligero de la UIW, Stupid, en una pelea sin título.
El 15 de abril de 2011, Waltman, como The 1–2–3 Kid, debutó con Chikara al participar en su torneo King of Trios, formando equipo con Arik Cannon y Darin Corbin (Equipo de Minnesota). Fueron eliminados en la primera ronda por el Equipo Michinoku Pro (Dick Togo, Great Sasuke y Jinsei Shinzaki). Al día siguiente, Waltman derrotó a Amazing Red , Frightmare y Obariyon en un combate eliminatorio a cuatro bandas para llegar a la final del torneo Rey de Voladores del día siguiente. Allí, perdió ante El Genérico. Después del combate, Waltman dijo que creía que 2011 sería su último año en la lucha libre profesional, elogiando a Chikara como el "futuro de la lucha libre" y agradeciéndoles por un fin de semana memorable.
En octubre de 2011, X-Pac se asoció con Billy Gunn y luchó contra los Full Blooded Italians en el evento principal de un programa de Caribbean Pro Wrestling en Aguadilla, Puerto Rico.
En septiembre de 2012, Kid 1–2–3 regresó a Chikara para el torneo King of Trios 2012 , esta vez formando equipo con Aldo Montoya y Tatanka como Equipo WWF. El 14 de septiembre, perdieron su partido de primera ronda ante The Extreme Trio (Jerry Lynn, Tommy Dreamer y Too Cold Scorpio). Al día siguiente, The 1–2–3 Kid fue criticado y inmovilizado por Mark Angelosetti. En el último día del fin de semana del torneo, The 1–2–3 Kid y Marty Jannetty ganaron el combate anual por equipos.
Perdieron la pelea por el título el 2 de diciembre, en el PPV de Internet Under the Hood , ante los campeones defensores The Young Bucks (Matt y Nick Jackson).
Waltman, bajo su nombre real, regresó a Chikara el 8 de marzo de 2013, perdiendo ante Hallowicked. El 23 de marzo de 2013, en un combate a cuatro bandas en el show de retiro de Jerry Lynn en Minneapolis , X-Pac se desgarró el ano al realizar su característico Bronco Buster en el tensor expuesto . Luego, regresó a su habitación de hotel, donde descubrió mucha sangre saliendo de su ropa y fue al hospital. [61] Se sometió a una esfinteroplastia y fue dado de alta a la mañana siguiente. El 9 de noviembre de 2013, X-Pac y Lance Storm perdieron ante Tommy Dreamer y Terry Funk en el evento principal de House of Hardcore 3. [63]
El 14 de junio de 2014, X-Pac y Rikishi derrotaron a Gangrel y Matt Striker en House of Hardcore 6. En septiembre de 2014, Waltman regresó a Chikara para hacer comentarios durante la primera ronda del King of Trios 2014.
El 22 de julio de 2016, Waltman, como X-Pac, se reunió con Billy Gunn en Escocia, [65] derrotando a The New Age Kliq (Chris Renfrew y BT Gunn) en la primera noche del fin de semana de aniversario de Pro Wrestling Elite (PWE: Five Year Anniversary:¡Descomponerlo!). La noche siguiente, Waltman se asoció con Grado y Kenny Williams en un esfuerzo ganador sobre Joe Hendry , Andy Wild y Stevie Xavier.
El 4 de septiembre de 2016, Waltman hizo un regreso sorpresa a Chikara, representando nuevamente a DX junto a Billy Gunn en una lucha por equipos. Los dos entraron al partido como el equipo final y anotaron la victoria sobre Prakash Sabar y The Proletariat Boar of Moldova.

### Total Nonstop Action Wrestling (2010)
Waltman hizo su regreso en TNA iMPACT! el 4 de enero de 2010, formando una alianza con Scott Hall y Kevin Nash, intentando convencer a Hulk Hogan para que se les uniera, pero no lo lograron. Luego empezaron un feudo con Beer Money, Inc., ya que en el iMPACT del 4 de enero les habían atacado. Se pactó una lucha entre Beer Money y Nash & Hall en Genesis, pero Waltman sustituyó a Hall por sus lesiones. Sin embargo, Beer Money ganó la lucha. Tras esto, fueron despedidos (kayfabe), por lo que Hall y Waltman empezaron un feudo con Eric Young & Kevin Nash, a quien atacaron. Ambos grupos se enfrentaron en Destination X en una lucha donde, si ganaba The Band, ganaba contratos. Durante la lucha, Nash atacó a Young, lo que les permitió ganar la lucha y nuevos contratos. Tras esto, empezaron un feudo con Team 3D, programándose una lucha entre Hall & Waltman y Team 3D en Lockdown, pero Waltman no asistió al evento. Luego, fue retirado de la televisión debido a una lesión (Kayfabe) sufrida por un "3D" sobre una mesa de Team 3D, apareciendo Eric Young como sustituto en the Band. Sin embargo, el 15 de junio fue despedido de la empresa junto a Scott Hall.

### Apariciones esporádicas en WWE (2011, 2012, 2013-presente)
El 2 de abril de 2011, Waltman regresó a la televisión de la WWE para celebrar, con Kevin Nash y Triple H , la inducción de su viejo amigo Shawn Michaels al Salón de la Fama de la WWE de 2011. Posteriormente trabajó entre bastidores como cazatalentos y evaluador en Florida Championship Wrestling , el territorio de desarrollo de la WWE.
En marzo de 2012, Waltman asistió nuevamente al Salón de la Fama, con The Kliq. El 23 de julio, él, Billy Gunn y Road Dogg regresaron para unirse a Shawn Michaels y Triple H para una reunión de D-Generation X en el episodio número 1000 de Raw .
A principios de 2013, The Kliq/DX se reunieron para un episodio de NXT. En marzo de 2013, Waltman firmó un contrato de WWE Legends (un contrato a largo plazo que otorga a la WWE derechos de comercialización sobre el nombre y la imagen de un luchador, requiere apariciones ocasionales y les impide trabajar para promociones importantes competidoras, pero permite apariciones independientes).
El 5 de abril de 2014, la noche anterior a WrestleMania XXX, Waltman se unió a Shawn Michaels, Triple H y Kevin Nash en la inducción al Salón de la Fama de la WWE de Scott Hall, reuniendo a The Kliq.
En el episodio del 19 de enero de 2015 de Raw , etiquetado como Raw Reunion, Damien Mizdow apareció con Kevin Nash, Shawn Michaels, Scott Hall y Triple H vestidos como X-Pac, solo para que X-Pac lo confrontara (encontrando divertida la suplantación). , hasta que The Miz los interrumpió para decirles que Mizdow era solo su doble, y que la fiesta había terminado. Apareció de nuevo con Hall y Nash, siendo interrumpido por The Ascension , que intentaban atacarlos, solo para que se le unieran The APA y The New Age Outlaws para defenderse de The Ascension. En WrestleMania 31 , X-Pac junto con los New Age Outlaws y Shawn Michaels ayudaron a Triple H a ganar su combate contra Sting. Estuvieron detrás del escenario en NXT TakeOver: Brooklyn en agosto de 2015.
En enero de 2018, Waltman regresó a WWE Raw 25 Years y se reunió con DX y Scott Hall. En noviembre de 2018 asistió a NXT TakeOver: WarGames

## Vida personal
Waltman describió su infancia como problemática. Fue criado por su madre, una madre soltera, y dice que estuvo desatendido desde los cinco años. Abandonó la escuela en noveno grado. Su amor por la lucha libre y las limitadas oportunidades de tener una carrera hicieron que trabajara gratis, montando los ring y otros trabajos para empresas de lucha libre locales, antes de empezar a luchar.
A los 19 años, Waltman se casó con su novia Terry. Tuvieron dos hijos, un niño llamado Jesse (1992) y una niña llamada Kaitlyn (25 de enero de 1995) antes de divorciarse en 2002, debido a su hábito de consumir metanfetamina ("Ella no podía con ello, yo lo tenía bajo control"). También tuvo una relación sentimental con Joanie Laurer, quien luchó en la WWF como Chyna. En marzo de 2005, apareció en el programa de VH1 The Surreal Life cuando visitó a Laurer para intentar reconciliarse con ella, sin embargo, ella le rechazó.
Inmediatamente antes de su lucha por el Campeonato de la División X de la TNA en octubre de 2002 frente a AJ Styles, se inyectó meta en el cuarto de baño, causando que se olvidara de cómo tenía que acabar el combate. Poco después fue despedido de TNA y dejó la meta después de que Triple H le mandara a rehabilitación, pagando Vince McMahon la mitad de sus gastos, llamándole amigo.
A principios de 2008, en una entrevista, el luchador Juventud Guerrera, quien trabajó con Waltman en AAA, dijo que había intentado suicidarse hace poco debido a una depresión. The Wrestling Observer informó que la novia de Waltman, Alicia Webb, le encontró ahorcado en su apartamento.
En una entrevista en 2013 en el podcast de Steve Austin, Waltman explicó que debido a la actitud anti marihuana, pro-cocaína en el vestuario de la AAA, su novia Webb le presionó para que dejara de consumir y mantener su trabajo. Debido a esto, empezó a beber, aunque dijo que nunca había sido un alcohólico y no le gustaba el sabor, se bebía cinco o más botellas de Oso Negro al día, discutiendo normalmente con su novia. En una pelea, Webb le pegó varias veces y rompió una foto de su hijo, haciendo que Waltman la pegara. Su hijo le vio golpearla. Borracho y debido a la vergüenza y culpabilidad, se tomó 40 valiums con ron Bacardi, escribió una nota de suicidio y se ahorcó pero pudo ser llevado al hospital a tiempo.
Tras el incidente, su amigo Kevin Nash voló a México y le llevó a un centro de rehabilitación en Houston, Texas. Compartió cuatro meses de su rehabilitación con Matt Borne, el luchador contra el que debutó en la WWF 15 años antes.

## Campeonatos y logros
- Bad Boys of Wrestling Federation

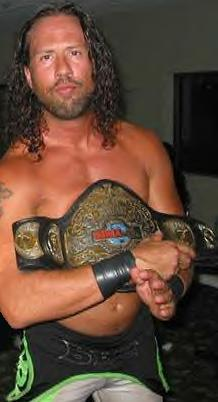
Waltman como Campeón Heritage de la NWA.

  - BBFW Caribbean Championship (1 vez)

- Global Wrestling Federation
  - GWF Light Heavyweight Championship (2 veces)[5]

- Mid-Eastern Wrestling Federation
  - MEWF Light Heavyweight Championship (1 vez)[32]

- National Wrestling Alliance
  - NWA Heritage Championship (1 vez)[33]

- Pro Wrestling America
  - PWA Iron Horse Television Championship (1 vez)[6]
  - PWA Light Heavyweight Championship (2 veces)[7]
  - PWA Tag Team Championship (1 vez)[8] – con Jerry Lynn

- South Eastern Wrestling Alliance
  - SEWA Light Heavyweight Championship (1 vez)[34]

- Total Nonstop Action Wrestling
  - TNA X Division Championship (1 vez)[15]
  - Ganador de la Chris Candido Cup[35] – con Alex Shelley

- World Championship Wrestling
  - WCW Cruiserweight Championship (1 vez)[2][11]

- World Wrestling Federation - World Wrestling Entertainment
  - WCW Cruiserweight Championship (1 vez)[11]
  - WWF European Championship (2 veces)
  - WWF Light Heavyweight Championship (2 veces)[13]
  - WWF Tag Team Championship (4 veces)[10] – con Marty Jannetty (1), Bob Holly (1) y Kane (2)
  - Slammy Award (1 vez)
    - Biggest Heart (1994)

  - Hall of Fame (clase 2019 como miembro de D-Generation X y 2020 por ser miembro de New World Order.)

- Xtreme Pro Wrestling
  - XPW Television Championship (1 vez)[16]

- Pro Wrestling Illustrated
  - Equipo del año (1999) con Kane[36]
  - PWI Regreso del año - 1998
  - Situado en el N°34 en los PWI 500 del 1993[37]
  - Situado en el N°22 en los PWI 500 del 1994[38]
  - Situado en el N°29 en los PWI 500 del 1995[39]
  - Situado en el N°203 en los PWI 500 del 1996[40]
  - Situado en el N°21 en los PWI 500 del 1997[41]
  - Situado en el N°133 en los PWI 500 del 1998[42]
  - Situado en el N°30 en los PWI 500 del 1999[43]
  - Situado en el N°65 en los PWI 500 del 2000[44]
  - Situado en el N°67 en los PWI 500 del 2001[45]
  - Situado en el N°80 en los PWI 500 del 2002[46]
  - Situado en el N°142 en los PWI 500 del 2003[47]
  - Situado en el N°145 en los PWI 500 del 2007[48]
  - Situado en el Nº389 en los PWI 500 del 2008[49]
  - Situado en el N°330 en los PWI 500 del 2009
  - Situado en el Nº169 en los PWI 500 de 2010[50]
  - Situado en el N°117 dentro de los mejores 500 luchadores de la historia - PWI Years, 2003.[51]